# Villa Celiera
Villa Celiera ist eine italienische Gemeinde mit 543 Einwohnern und liegt in der Nähe von Civitella Casanova und Montebello di Bertona in der Provinz Pescara.

## Geografie
Die Gemeinde erstreckt sich über ca. 12,6 km².
Zu den Ortsteilen (Fraktionen) zählen Casanova, Pietrarossa, San Sebastiano, Traino und Santa Maria.
Die Nachbargemeinden sind: Carpineto della Nora, Castel del Monte, Civitella Casanova, Farindola und Montebello di Bertona.

## Geschichte
Das Dorf wurde um das Jahr 1000 gegründet und gehörte der Abtei von Santa Maria Casanova. Im 14. Jahrhundert wurde das Dorf erstmals als Castrum Celeriae urkundlich erwähnt.

## Wirtschaft
Die Wirtschaft von Villa Celiera basiert auf der Landwirtschaft (Kartoffeln, Gemüse und Getreide) und der Zucht von Rindern und Schafen.

## Kulinarische Spezialitäten
In der Umgebung der Gemeinde werden Reben der Sorte Montepulciano für den DOC-Wein Montepulciano d’Abruzzo angebaut.